# Stefan Zdych
Stefan Zdych (ur. 17 października 1913 w Czajkowie, zm. 7 kwietnia 1985 w Legnicy) – polski oficer, komendant obwodu wieluńskiego AK.

## Życiorys
Był synem Antoniego i Zofii z Wysotów. Rodzice byli rolnikami w przysiółku Śniegule. Szkołę Podstawową ukończył w Czajkowie, następnie w latach 1927–1931 uczęszczał do Liceum Ogólnokształcącego w Ostrzeszowie, po zdaniu egzaminu maturalnego podjął naukę w Seminarium Nauczycielskim w Wieluniu. Po skończeniu nauki w seminarium odbywał służbę wojskową w Szkole Podchorążych w Kielcach lub Siedlcach, gdzie zdobył Odznakę Strzelecką. W roku 1938 rozpoczął pracę jako nauczyciel w miejscowości Zbiersk pow. kaliski i pracował tam do wybuchu II wojny światowej.
Brał udział w kampanii wrześniowej jako dowódca kompanii ciężkich karabinów maszynowych w Samodzielnej Grupie Operacyjnej Polesie dowodzonej przez gen. Franciszka Kleeberga. Po przegranej bitwie wpadł w ręce wojsk sowieckich. Podczas transportu jeńców polskich, zbiegł z transportu i wrócił w rodzinne strony.
W 1940 wstąpił do Związku Walki Zbrojnej przemianowanym później na Armii Krajowej, przyjął pseudonim "Stach" i działał na terenie powiatu wieluńskiego. W 1943 został wyznaczony na funkcję komendanta obwodu wieluńskiego AK, którą to funkcję pełnił z przerwą do roku 1945. 
Skupiał się przede wszystkim na pracy wywiadowczej na zapleczu wroga oraz na walce z kolaboracją wśród miejscowej ludności.
Brał udział w wyprowadzeniu z okrążenia niemieckiego zwiadowców sowieckich zrzuconych na tyły wroga w roku 1944. Po zakończeniu wojny krótko przebywał na terenie Czajkowa i jego okolic, jednakże terror nowych władz w stosunku do żołnierzy AK zmusił go do wyjazdu na Ziemie Zachodnie.Pod koniec 1945 podjął próbę ucieczki za granicę, jednak na skutek zdrady został pojmany i osadzony w Twierdzy Kłodzkiej na kilka miesięcy. Po zwolnieniu osiadł w Legnicy, jednak na skutek działań ze strony władz, był zwalniany z pracy pomimo wzorowego wypełniania swych obowiązków.
W roku 1952 został oskarżony o przynależność do podziemia i osadzony w areszcie we Wrocławiu. Zwolniony został dzięki poręczeniu radzieckiego mjra Tima dowódcy sowieckiego zwiadu z lasów węglewickich z 1944, których wyprowadził z niemieckiego okrążenia. 
Był odznaczony przez rząd emigracyjny RP na uchodzctwie Krzyżem Walecznych, Krzyżem Kawalerskim Orderu Odrodzenia Polski, awansowano go również z podporucznika na kapitana.
Zmarł w wieku 72 lat pochowany w 1985 na cmentarzu komunalnym w Legnicy (F2 / 8 / 23) .

## Upamiętnienie
3 września 2012 r. w Zespole Szkół w Czajkowie odbyło się uroczyste odsłonięcie tablicy pamięci kpt. Stefana Zdycha „Stacha”. Inicjatorem wydarzenia było Stowarzyszenie „Ruch Samorządowy im. prof. Mariana Falskiego w Kuźnicy Grabowskiej. W uroczystościach uczestniczyli m.in.: najbliższa rodzina kpt. Stefana Zdycha, lokalne władze gminy Czajków, przedstawiciele łódzkiego oddziału Instytutu Pamięci Narodowej, młodzież oraz goście. W liście do uczestników uroczystości prezes PiS Jarosław Kaczyński podkreślił, że są one ważnym dowodem pamięci o polskim patriocie i są aktem oddania mu hołdu.